# Schaumburger Landwehr

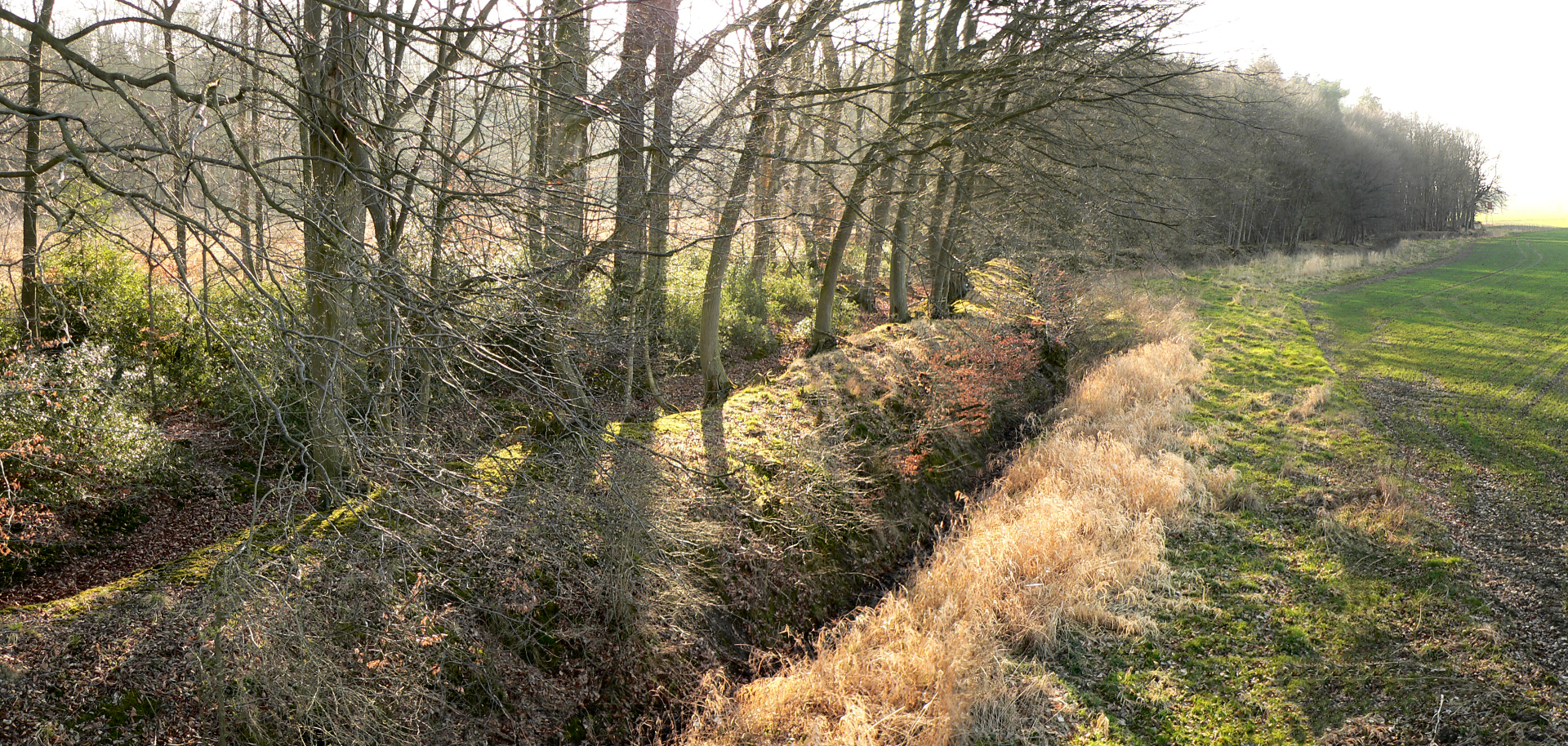
Graben und Wall der Schaumburger Landwehr am nördlichen Rand des Schaumburger Waldes bei Wiedensahl

Die Schaumburger Landwehr, auch Schaumburger Landknick genannt, war eine im Spätmittelalter errichtete Landwehr. Sie verlief am nördlichen Rand der Grafschaft Schaumburg und durchquerte den Schaumburger Wald, wo sie sich auf etwa 25 Kilometer erhalten hat. Wegen ihrer umfassenden Erhaltung sind die noch vorhandenen Gräben und Wälle der Landwehr ein bedeutendes archäologisches Denkmal im Landkreis Schaumburg.

## Geschichte
Im Spätmittelalter schuf die Grafschaft Schaumburg ab dem späten 13. Jahrhundert mit Landwehren, darunter auch die Bückethaler Landwehr, einen linearen Befestigungs- und Schutzstreifen, der ihr Territorium einfriedete und einhegte. Die Anlagen waren eine systematische Grenzsicherung und damit eine Rechtsgrenze. Die Schaumburger Landwehr bildete die Grenze zu den welfischen Gebieten im Norden mit dem calenbergischen Amt Rehburg als Teil des Herzogtums Braunschweig-Lüneburg. Des Weiteren sicherte sie gegen die Besitzungen des Klosters Loccum ab. Im Nordwesten bildete die Landwehr die Grenze zum Hochstift Minden, wo sie noch heute auf mehreren Kilometern Länge als die Grenze zwischen Nordrhein-Westfalen und Niedersachsen zu sehen ist.
In der 1614 erschienenen Schaumburger Chronik beschrieb der Historiker Cyriacus Spangenberg die Schaumburger Landwehren folgendermaßen:

„Es ist noch vor weinig Jahren die Graffschaft meisten theils, dass die Grafschaft mit gewaltigen und festen Landtwehren rings umbgeben und befestigt gewesen, also das im nothfal, in Fheiden, Kriegen und Feindtlichen Durchzügen, solche Landtwehren mit ihren Vorschlingen und Schlagbeumen genugsam verwahret, versperret und verschlossen wurden, und nicht sogar leichtlich einen Einfall oder Durchzug ohn grosse gefahr jemandts hat thun können.“

Die Schaumburger Landwehr wurde erstmals 1410 in Schriftquellen erwähnt. Die Nennung betraf den Teilabschnitt zwischen Wiedensahl und Niedernwöhren, der als „lantwere to wyndesolen“ bezeichnet wurde.

### Niedergang
Als sich die Landwehren der Grafschaft Schaumburg mit ihren Gräben, Wällen und Knicks Ende des 16. Jahrhunderts in einem verfallenen Zustand befanden, ließ sie Graf Ernst von Schaumburg 1616 erneuern. Eine letzte Erneuerung erfuhr der Befestigungs- und Schutzstreifen 1665. Ab dem 18. Jahrhundert setzte ihr dauerhafter Verfall ein. Zur weitgehenden Beseitigung von Landwehranlagen führte die Separation in der zweiten Hälfte des 19. Jahrhunderts. Dabei wurden die Wälle und Gräben eingeebnet sowie die Knicks mit ihren Büschen und Bäumen gerodet und als Felder in Beackerung genommen. In Waldgebieten, wie dem Schaumburger Wald, waren die Erhaltungsbedingungen für die Landwehren dagegen günstiger. Im 20. Jahrhundert wurden sie durch Verkehrsprojekte sowie land- und forstwirtschaftliche Aktivitäten vielfach gestört.

## Aufbau und Verlauf

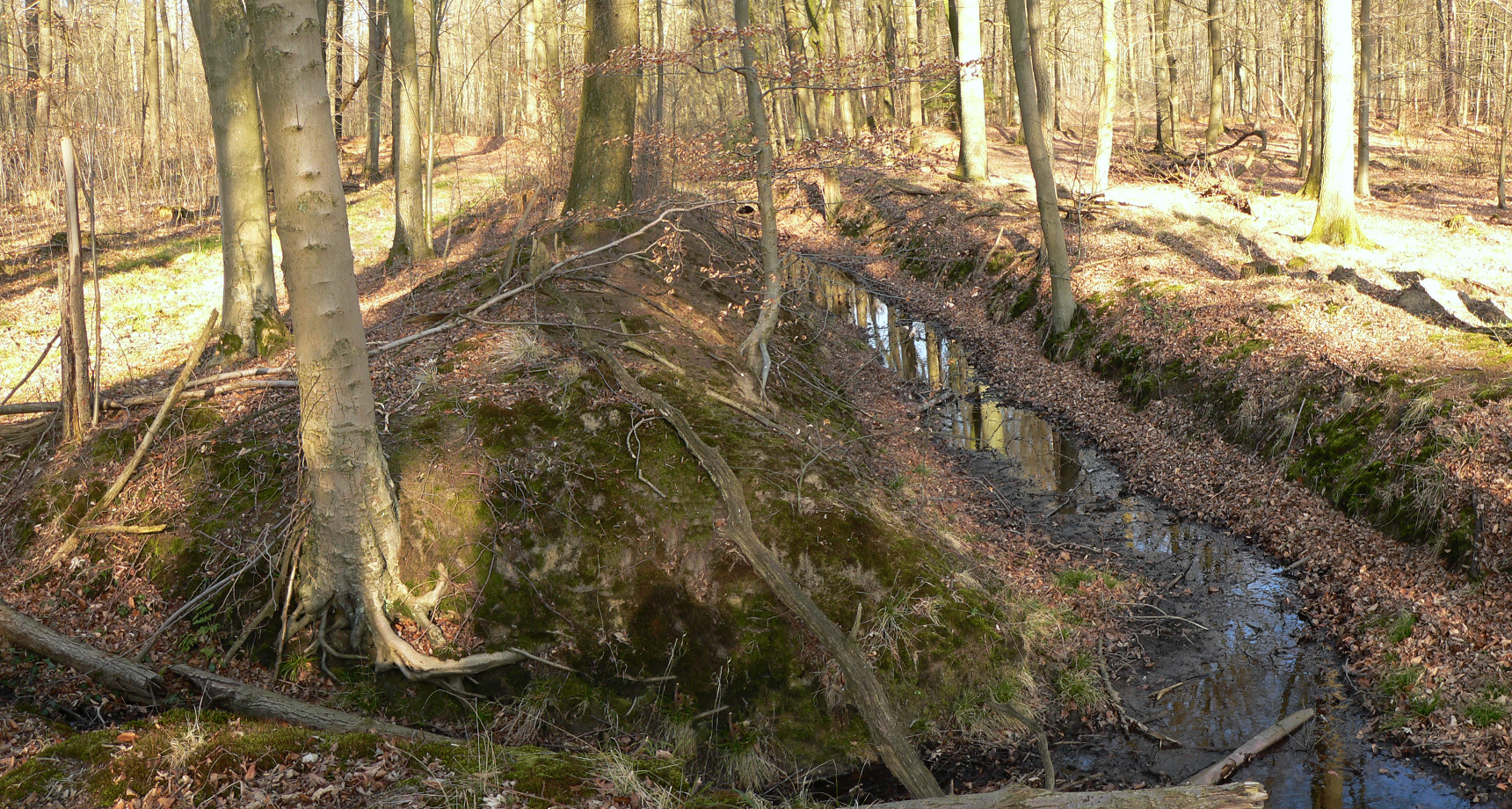
Wall und Graben im Schaumburger Wald bei Schloss Baum

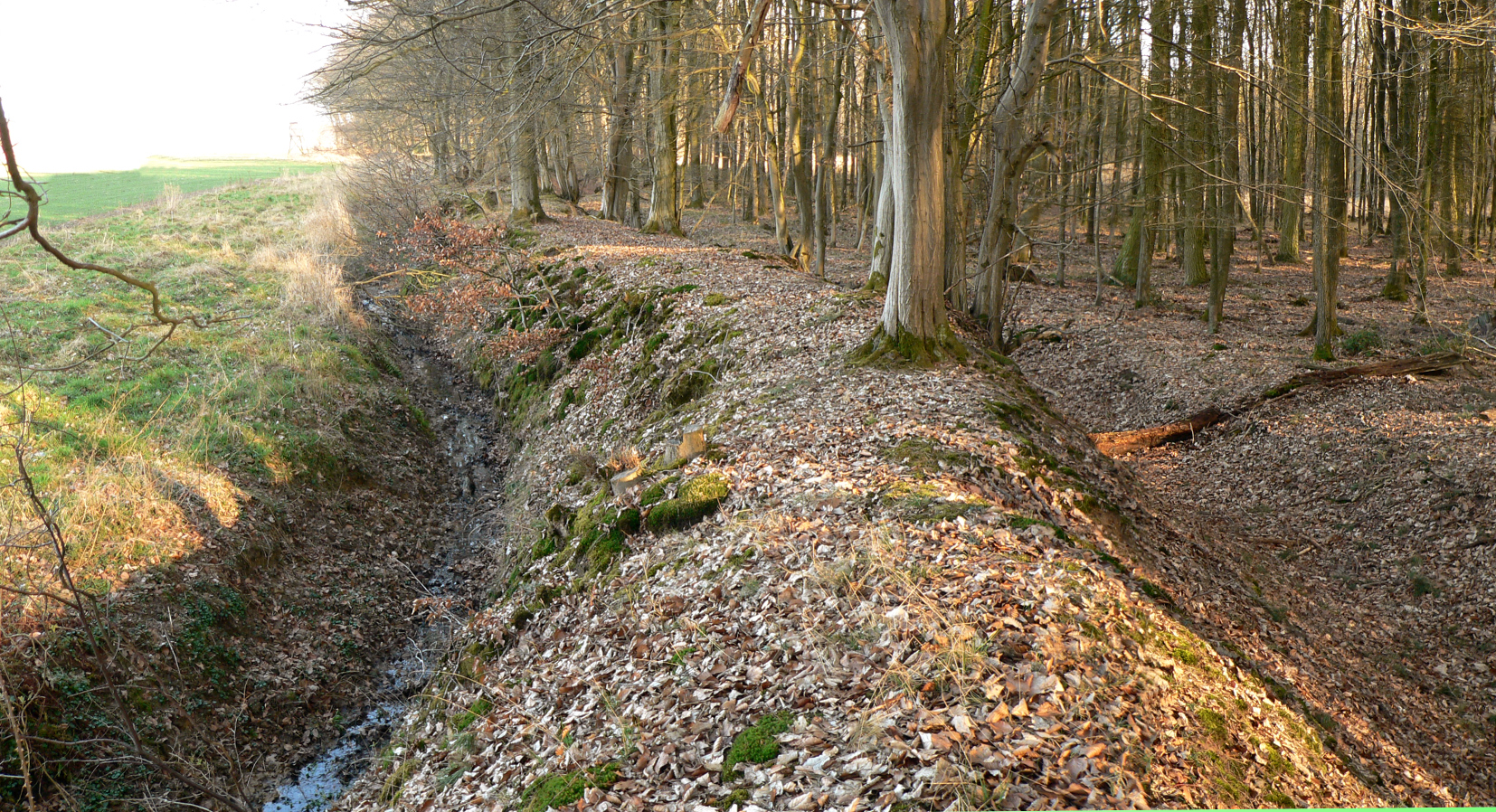
Wall der Landwehr mit vorgelagertem Graben am Nordrand des Schaumburger Waldes

Soweit möglich, nutzte die Schaumburger Landwehr den natürlichen Schutz von Bachläufen und Niederungen aus. Sie bestand aus zwei Wällen, die jeweils bis zu zwei Meter hoch und sieben Meter breit waren. Nach außen war ein Graben vorgelagert. Der Raum zwischen den Wällen war mit Gestrüpp aus Hainbuchen, Dornensträuchern und Hecken bestanden. Diese Vegetationszone dehnte sich als Geländestreifen auf eine Breite von 50 bis 200 Meter Breite aus. Zum Teil ist diese Vegetation noch heute vorhanden und erschwert das Passieren.
Die Landwehren der Grafschaft Schaumburg sind noch nicht umfänglich erforscht, so dass ihr Verlauf nicht vollständig bekannt ist. Die Reste der Landwehr im westlichen Bereich des Schaumburger Waldes beginnen in Höhe des Mittellandkanals. Von dort führte sie auf der Grenze zum Bistum Minden nach Osten auf Schloss Baum zu. Am Schloss befand sich eine Durchlassstation mit einem Schlagbaum, der für das Schloss namensgebend gewesen sein soll. Im weiteren Verlauf nach Osten führte die Landwehr zum Forsthaus Landwehr südlich von Wiedensahl, wo ebenfalls ein Durchlass bestand. Noch heute ist dort am Bewuchs erkennbar, wie sich durch die Landwehr für die Ankommenden eine torgassenähnliche Situation ausbildete. Der Abschnitt zwischen Wiedensahl und Niedernwöhren wurde als Wiedensahler Landwehr bezeichnet und ist in Schriftquellen 1410 als „lantwere to wyndesolen“ erwähnt. Die östlichsten Reste der Landwehr finden sich am Winzlarer Grenzgraben, der zum Hagenburger Moor und zum Steinhuder Meer führt.
Der südliche Verlauf der Schaumburger Landwehr in Richtung Rinteln ist bisher nicht näher erforscht worden. Im 15. Jahrhundert sollen Bürger aus Rinteln an der Landwehr bei Möllenbeck Wachdienste versehen haben. Einen Wachturm, der einen Durchlass der Landwehr an einem Grabenübergang sicherte, gab es südlich von Rinteln. Er wurde als Turm zu Rottorf oder Stumpfer Turm bezeichnet.